# Taiakou
Taiakou est l'un des cinq arrondissements de la commune de Tanguiéta dans le département de l'Atacora au Bénin.

## Géographie
L'arrondissement de Taiakou est situé au nord-ouest du Bénin et compte 12 villages que sont Bougou, Finta, Kotchekongou, Kouayoti, Koutchoutchoungou, Nafayoti, Nontingou, Ouankou, Tahongou, Taiacou, Yehongou et Yeyedi.

## Démographie
Selon le recensement de la population de 2013 conduit par l'Institut national de la statistique et de l'analyse économique (INSAE), Taiakou compte 13173 habitants  .